# 利金河 (俄亥俄州)

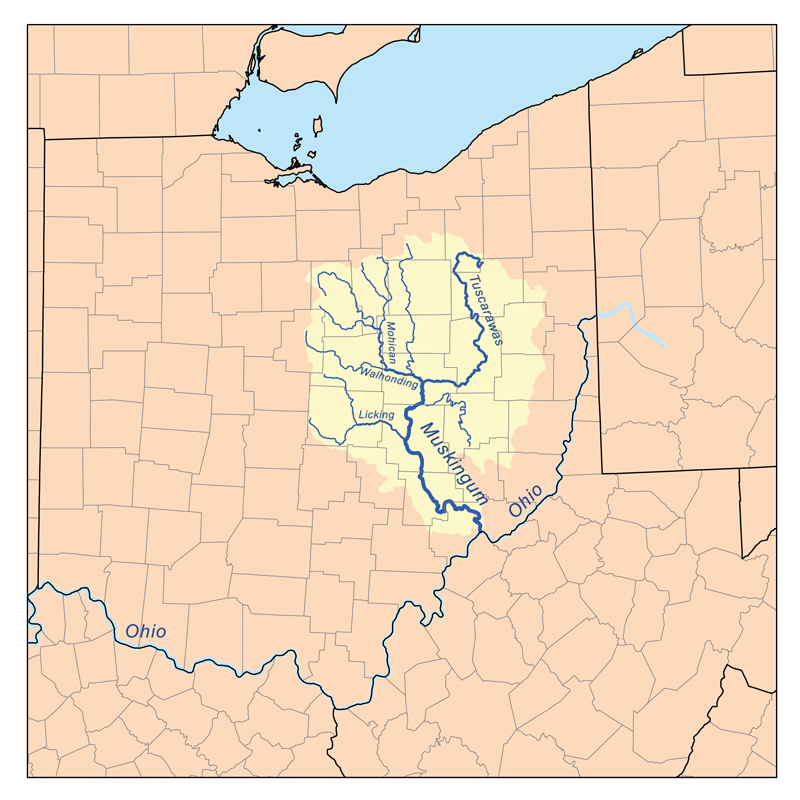
马斯金格姆河的流域图，利金河位于西侧

利金河（英語：Licking River）是马斯金格姆河的一条支流，长约65公里，位于美国俄亥俄州的中部，通过马斯金格姆河注入俄亥俄河，最终注入密西西比河。